# The X Factor (musikalbum)
För andra betydelser, se X Factor (olika betydelser).
The X-Factor är det engelska heavy metalbandet Iron Maidens tionde album. Albumet är det första med sångaren Blaze Bayley. Det släpptes den 2 oktober 1995. 

## Låtlista
1. Sign Of The Cross (Harris) 11:16
2. Lord Of The Flies (Harris/Gers) 5:02
3. Man On The Edge (Bayley/Gers) 4:10
4. Fortunes Of War (Harris) 7:25
5. Look For The Truth (Bayley/Gers/Harris) 5:10
6. The Aftermath (Harris/Bayley/Gers) 6:20
7. Judgement Of Heaven (Harris) 5:10
8. Blood On The World's Hands (Harris) 6:00
9. The Edge Of Darkness (Harris/Bayley/Gers) 6:39
10. 2 A.M. (Bayley/Gers/Harris) 5:37
11. The Unbeliever (Harris/Gers) 8:05

## Banduppsättning
- Steve Harris - bas
- Blaze Bayley - sång
- Janick Gers - gitarr
- Nicko McBrain - trummor
- Dave Murray - gitarr

## The X Factor

### Ny sångare
I samband med A Real Live Tour 1993 hade Bruce Dickinson bestämt sig för att lämna Iron Maiden för att fokusera på nya soloalbum och andra projekt. I januari 1994 tillkännagavs Blaze Bayley som Iron Maidens nya sångare. Han värvades från Wolfsbane som hade varit förband åt Iron Maiden i Storbritannien under 1990.

### Inspelning
Bandet hade väntat med låtskrivandet tills de funnit en ersättare för Bruce Dickinson, eftersom de ansåg det viktig att den nya sångaren var delaktig i hela skapandeprocessen.  Arbetet med The X Factor startade i januari 1994. Albumet spelades in i Steve Harris hemmastudio Barnyard Studio, på hans tomt i Essex, England, där även No Prayer for the Dying (1990) och Fear of the Dark (1992) spelats in. Arbetet pågick under hela 1994 och blev bandets dittills längsta albuminspelning. Inför låtskrivandet frågade Blaze Bayley vilken inriktning albumet skulle ha, och bandet skrattade och svarade att de inte skulle bestämma något inriktning utan bara skriva de bästa låtarna de kunde. Harris har senare kallat albumet en fortsättning av den progressiva utvecklingen på Seventh Son of a Seventh Son (1988).
Albumet producerades av Steve Harris själv och Nigel Green, efter att bandets ständige producent Martin Birch gått i pension efter Fear of the Dark.
14 låtar spelades in, varav 11 hamnade på albumet. De tre uteblivna låtarna hette I Live My Way, Justice of the Peace och Judgement Day och blev släppta som b-sidor och som bonusspår på den japanska utgåvan. 
Albumet är det andra efter Piece of Mind (1983) som inte har tagit sin titel från någon av albumets låtar. Till skillnad från Piece of Mind nämns "The X Factor" inte i någon text. Enligt Bayley kom idén till titeln av att bandet under inspelningen kände att albumet hade det där lilla extra, "the X factor", där X också kunde anspela på siffran 10, och detta arbetsnamnet behölls.
Med en total längd på 71 minuter var det Iron Maidens dittills längsta album.

### Låtdetaljer
Öppningslåten Sign of the Cross är baserad på romanen Rosens namn av Umberto Eco, och/eller filmatiseringen Rosens namn (film).
Lord of the Flies är baserad på roman Flugornas herre av William Golding.
Man on the Edge är baserad på baserad på filmen Falling Down. 
The Edge of Darkness är baserad på filmen Apocalypse Now, som i sin tur är inspirerad av Joseph Conrads novell Mörkrets hjärta som även hade blivit tv-film 1994.

### Omslaget
Omslaget till The X Factor är gjort av Hugh Syme och föreställer bandmaskoten Eddie fastspänd, torterad och lobotomerad. Omslaget är stilbrytande från tidigare Iron Maiden-omslag eftersom det använder mer verklighetstrogen, filmisk fotokonst än de tidigare seriealbumsliknande målningarna. Albumet ansågs för groteskt för vissa länder eller vissa butiker, och därför har omslaget en alternativ framsida som föreställer Eddie sedd på långt håll i en elektrisk stol.
The X Factor var det sista Iron Maiden-albumet till The Book of Souls (2015) som använde den ursprungliga bandloggan med förlängt R, M och N. På albumen Virtual XI (1998) till The Final Frontier (2010) använde bandet jämn rad för bokstäverna. 
I Sveriges Radio röstades omslaget fram som ett av musikhistoriens tre "vidrigaste omslag alla kategorier".

### Singlar
Man on the Edge - Släpptes den 25 september 1995. Nådde plats 10 på brittiska topplistan och plats 23 på den svenska. 
Lord of the Flies Släpptes den 2 februari 1996.

## Mottagande
Albumet nådde åttonde plats på brittiska topplistan och på fjärde på den svenska.
Recensenter och publik reagerade på den betydligt mörkare och dystrare stämningen i låtarna, jämfört med tidigare Iron Maiden-album. Harris har senare själv konstaterat att albumet är väldigt dystert, vilket enligt hans egen utsago beror på att det tillkom under hans livs tuffaste period med skilsmässa, en nyligen avliden far och Dickinsons avhopp. Även Bayley tillförde, enligt Harris, en mycket mörkare sida till låtskrivandet. Bandets manager Rod Smallwood ansåg att albumet blev alldeles för dystert, men Harris har vid intervjuer 2003 och 2005 angett att The X Factor är ett av Iron Maidens tre bästa album.

## Turné
Albumturnén kallades The X Factour och pågick mellan september 1995 och september 1996 med totalt 130 konserter.
Sju av albumets elva låtar har framförts live. De låtar som aldrig framförts live är Look For The Truth, Judgement Of Heaven, 2 A.M. och The Unbeliever.
Bonusspåren Justice Of The Peace, I Live My Way och Judgement Day har aldrig framförts live.

## Kuriosa
Man on the Edge, Lord of the Flies och Sign of the Cross har framförts live efter återföreningen med Bruce Dickinsons och getts ut i live-versioner med hans sång.